# Iglesia de San Pedro (Tudela)

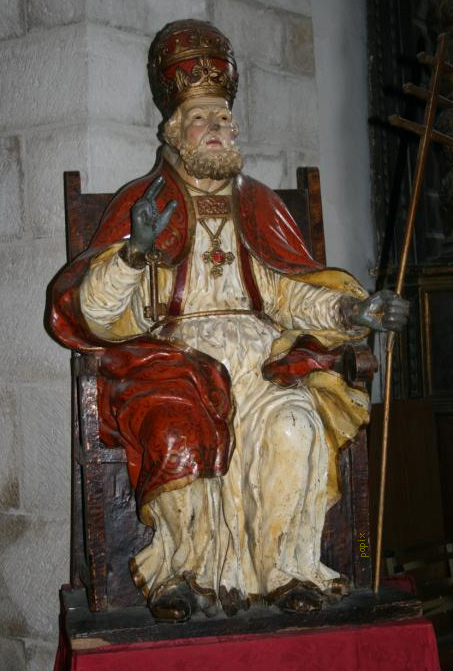
Imagen de San Pedro que se encontraba en la iglesia de su mismo nombre, ahora en la Iglesia de la Magdalena

La iglesia de San Pedro de Tudela (Navarra) era un templo románico, construida en el siglo XII y derruida a principios del siglo XIX, que se situaba en la ladera este del Cerro de Santa Bárbara, en el actual Paseo del Castillo de la localidad.
Debemos tener en cuenta que, antes de ser nombrada Santa Ana, el antiguo patrón de Tudela era San Pedro ad Víncula (encadenado), por ser reconquistada la ciudad el día de su festividad, el 1 de agosto. Era por tanto, en esta iglesia donde se celebraban las fiestas religiosas dedicadas a San Pedro; además de los eventos religiosos, durante las fiestas de San Pedro, se celebraban corridas de toros en la plaza de Santa María (Plaza Vieja) de Tudela.

## Descripción general
Se sabe que en el tímpano de la puerta de entrada de la Iglesia de San Pedro se hallaba esculpido en piedra el Lábaro de Constantino. 
Según se puede observar en las ruinas, tenía una puerta lateral en la fachada sur (la única que queda) y tres arquivoltas, al igual que la puerta lateral de la Magdalena. 
Según plano de la planta de la iglesia levantado por el archivero Juan Antonio Fernández en 1808, tenía tres ábsides y la torre en el lado izquierdo del templo.

## Historia y cronología de construcción
Se nombra por primera vez en 1135 y se vuelve a citar varias veces a lo largo del siglo XII, por lo que su construcción debió ocurrir poco después de la reconquista de Tudela por Alfonso I el Batallador en 1119.

En 1567 se declaró un incendio en la sacristía de la iglesia, perdiéndose la casi totalidad del archivo parroquial y desapareciendo por esa causa todas las noticias sobre la fundación y vida parroquial. Fue restaurada en 1702, renovándose la mayor parte del edificio. 
En 1805 se cerró al culto por estar en total ruina, teniendo que derribarse en 1813. En la actualidad, sólo se conservan sus ruinas, en concreto, el muro del lado de la Epístola donde se observa la base de tres de sus contrafuertes.

## Galería

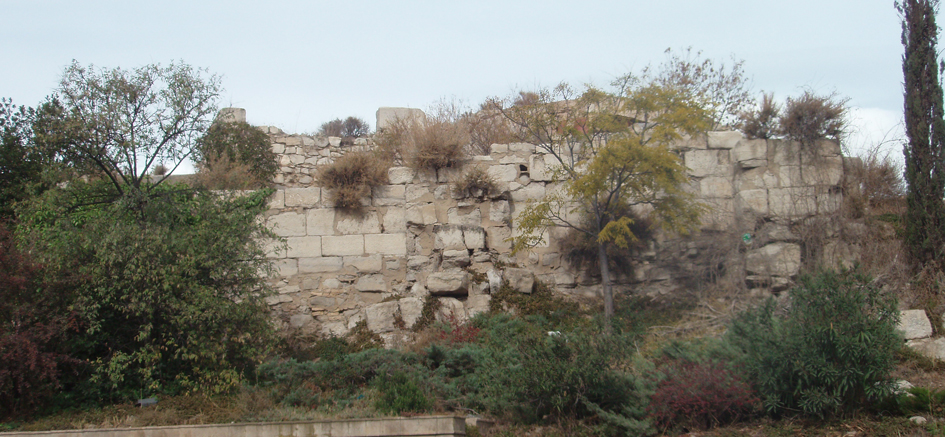
Ruinas de la Iglesia de San pedro
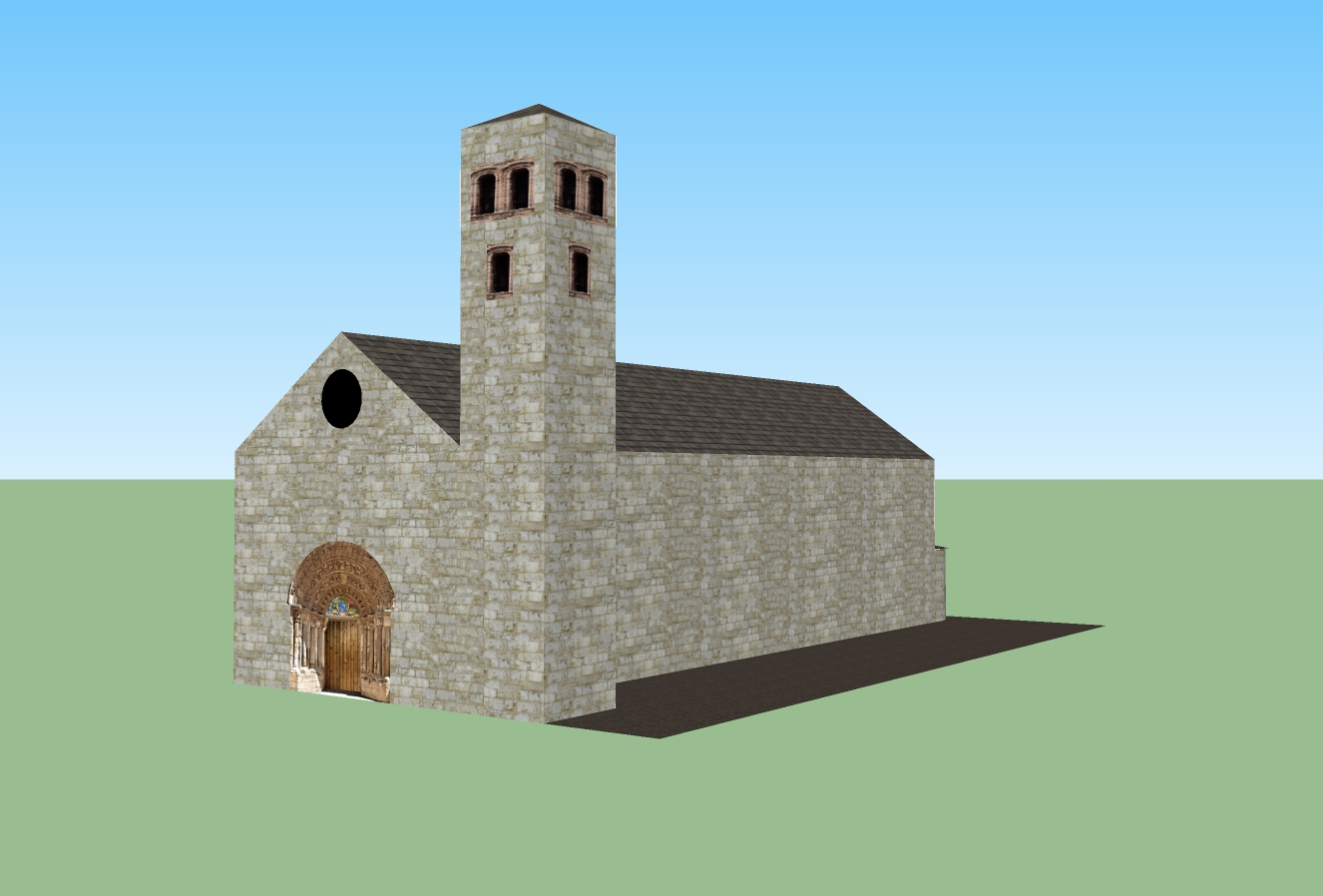
Vista de frente. Dibujo según plano de 1808
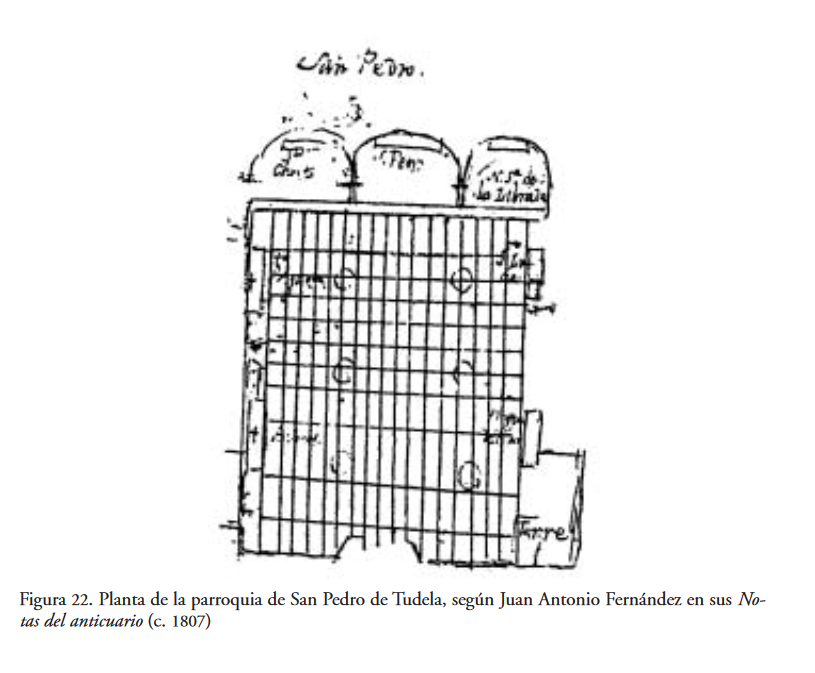
Plano de Juan Antonio Fernández 1808.